# Idiochaetis illustris
Idiochaetis illustris är en loppart som beskrevs av Jordan 1937. Idiochaetis illustris ingår i släktet Idiochaetis och familjen Stivaliidae. Inga underarter finns listade i Catalogue of Life.